# Bleak House (minissérie)
Bleak House é uma minissérie realizada para a televisão britânica em 2005. É uma adaptação do romance de Charles Dickens, que apresenta um painel da sociedade inglesa do século XIX, desde os mais altos círculos da nobreza até às crianças abandonadas que vagavam pelas ruas sombrias de Londres.

## Sinopse
Todo esse universo humano gira em torno de um processo judicial que, arrastando-se durante muitos anos, perdeu qualquer sentido e transformou-se - no dizer de um dos personagens - num monumento ao sistema judicial inglês, ao que ele tinha de absurdo e desumano.

## Elenco
- Anna Maxwell Martin
- Denis Lawson
- Carey Mulligan
- Gillian Anderson
- Tom Georgeson
- Charles Dance
- Patrick Kennedy
- Timothy West
- Burn Gorman
- Hugo Speer
- Pauline Collins
- Philip Davis
- Nathaniel Parker
- Alun Armstrong
- Anne Reid